# Massif de la Selle
Il Massif de la Selle è un massiccio montuoso situato nella parte meridionale di Haiti. Culmina a 2680 m di altitudine con la vetta del Pic la Selle e si estende entro i confini della Repubblica Dominicana sotto la denominazione di Sierra de Baoruco nella provincia dominicana di Baoruco.
La catena è costituita a nord da un altopiano calcareo profondamente intagliato verso sud da calanchi e gole scavate dai fiumi.
Malgrado la deforestazione, questo massiccio è ancora ricoperto da foreste. Il parco nazionale La Visite fu creato per proteggere la biodiversità di flora e di fauna minacciata di questo ambiente montuoso. Tra le essenze originarie spicca il pino di Hispaniola.